# Dvorec Dol
Dvorec Dol (nemško Lusttal) je bil baročni dvorec baronov Erberg na levem savskem bregu v Dolu pri Ljubljani s prostranim in zgledno urejenim parkom, »kranjskim Versaillesom«, ki je bil na višku urejenosti v drugi polovici 18. in prvi polovici 19. stoletja; danes sta ohranjena in v prvotno stanje restavrirana le dva klasicistična parkovna paviljona.
Grof Aleksander Gallenberg je v prvi polovici 16. stoletja opustil stari utrjeni grad Ostri vrh nad sotočjem Ljubljanice, Save in Kamniške Bistrice in si dal leta 1540 na levem bregu Save pri vasi Dol zgraditi nov, času primernejši dvorec. Dvorec Dol so imeli Gallenbergi v posesti do leta 1562, za njimi pa Raspi. Od Janeza Boltežarja Raspa ga je leta 1688 kupil baron Janez Danijel Erberg. Že Janez Danijel je začel dvorec, ki je bil tudi za slovenske razmere dokaj skromen in grajen v renesančnem slogu, preurejati. Odločneje je posegel v preureditev gradu njegov vnuk, Volbenk Danijel Erberg. Dvorec, zlasti pa park, sta dosegla višek odličnosti v času njegovega sina Jožefa Kalasanca, enega takrat najuglednejših mož na Kranjskem, zbiralca starin in umetnin, kulturnega zgodovinarja in mecena. Kalasanc je park spremenil v pravi botanični vrt s številnim redkimi in eksotičnimi rastlinami. Kalasančevi otroci in dediči v drugem kolenu so dvorec prodali. Leta 1944 so partizani dvorec požgali. Spomeniška služba je rešila pred uničenjem samo oba klasicistična paviljona sredi opustelega parka, ki pa predstavljata danes, poleg Templja v Rogaški Slatini, najpomembnejši še stoječi klasicistični arhitekturi na Slovenskem.

## Baročni dvorec
Baron Volbenk Danijel je prvotno renesančni dvorec temeljito predelal. Stavba je dobila kvadratno tlorisno zasnovo z majhnim, deloma arkadnim dvoriščem v sredini. Severni trakt je bil oblikovan kot rizalit, ki je bil v širini dvorišča prislonjen zahodnemu in vzhodnemu pravokotnemu krilu. Razen zahodnega krila, ki so mu dogradili podstrešno poletažo, je bil dvorec enonadstropen. Iz Avstrije priseljeni ljubljanski arhitekt Matija Perski je rekonstruiral skromno stopnišče in preoblikoval zahodno fasado dvorca v duhu zrelega baroka. Nizkemu pritličju in poudarjenemu gosposkemu nadstropju (piano nobile) je, nad močno profiliranim vencem, dogradil nizko vrhnje nadstropje (mezanin). Rustificirana fasada je poudarjala vodoravne linije. Zamrežena okna v pritličju so bila skoraj kvadratna, okna v nadstropju uokvirjena s plitkimi pasovi, tako da je fasada učinkovala lahkotno. Glavni poudarek je bil na rustificiranem baročnem portalu z grboma baronov Erbergov in grofov Neuhaus, ki so si bili v svaštvu; visoki voluti sta nad čelno gredjo portal povezovali z motivom dvojnega okna v nadstropju. Portal je v temno sivem apnencu izklesal znani ljubljanski kipar, Robbov učenec Franc Rotman. Poleg glavnega portala na zahodu in vrtnega portala na vzhodu je imel dvorec v severnem krilu še tretji portal, usmerjen proti vasi.
Notranji prostori, skupaj jih je bilo 24, so bili v pritličju obokani. Bogato so bili okrašeni s freskami, slikami in kipi ter opremljeni z redkim pohištvom in drugo opremo.

## Dostop in preddverje (dvor)
Prostor pred pročeljem dvorca je bil urejen v park na francoski, v Avstriji udomačen način, z nekoliko dvignjeno ploščadjo pred vhodnim portalom ter dovozom in odvozom kočij z obeh strani. Do njega se je od zahoda rahlo vzpenjal skoraj pol kilometra dolg raven kostanjev drevored (iz te smeri je prihajala pot od broda na Savi pri Šentjakobu). Na obeh straneh grajskega dvora sta nekoliko odmaknjeni stali prostostoječi gospodarski poslopji, na desni kolarnica (remiza kočij) in na levi hlev; bili sta rustificirani in opremljeni s slepimi stenskimi arkadami. Prostor pred dvorcem je bil zasajen z redkim in eksotičnim drevjem in okrasnimi rastlinami, na njem pa je bil urejen tudi miniaturni nimfej: umetna jama s kamnitim kipom nimfe, ki je iz školjke pretakala vodo v manjši bazen.

## Park za dvorcem
Že baron Volbenk Danijel je dal urediti tudi park na vzhodni strani dvorca; park je dosegel največji sijaj v času njegovega sina Jožefa Kalasanca, ki ga je spremenil v pravi botanični vrt s preko 7000 vrstami rastlin, med njimi mnogimi eksotičnimi.
Rahlo spuščanje trena od dvorca na vse strani je omogočilo, da so park uredili v zgornji in spodnji parkovni parter; posebno lep razgled na park se je ponujal z balkona nad poznobaročnim vrtnim portalom dvorca. Zgornji parter kvadratne oblike je bil zaključen z balustrado (ki stoji še danes). S potmi v obliki križa je bil razdeljen v štiri enake cvetlične grede, na sredini je bila fontana z vodometom. Tu je stal kip genija iz kararskega marmorja, delo Francesca Robbe. Tu je leta 1812 na posebnem, kamnitem podstavku cvetela agava s preko 3000 cvetovi, ki jo je Jožef Kalasanc dal, z nemajhnimi težavami, cvetočo prepeljati na vrt gradu grofa Esterházyja v Železno na Ogrskem.
Po stopnicah se teren še danes spušča na nivo spodnjega parterja, ki je bil tudi po francosko oblikovan v kareje s striženim pušpanom. Arhitekturni poudarek mu je dajal (še danes stoječi) empirski spominski steber iz domačega ihanskega apnenca v obliki žlebljenega stebra valjaste oblike, ki predira kocko; steber, ki ima pravokotno bazo in zgoraj na stopnjastem podstavku vazo iz rdečega marmorja, je delo furlanskega arhitekta Francesca Coconija. Spomenik so postavili v čast obiska avstrijskega cesarja Franca I. in njegove žene Karoline, ki sta 16. maja 1821 na Dolu obiskala Jožefa Kalasanca. Na dveh stranicah kocke je z napisi na črnih marmornih ploščah zabeležen spomin na ta dogodek, na ostalih dveh pa sta bili po vsej verjetnosti plošči z reliefnima podobama obiskovalcev (danes sta tam ovalni izsekanini).
Ob koncu francoske ureditve spodnjega parterja sta od leta 1829/31 stala dva enaka, klasicistična paviljona v obliki grških templjev. Za njima se je park nadaljeval z 250 m dolgim kostanjevim drevoredom do kapelice tik ob robu savske ježe (kapelica stoji še danes, tik ob cesti proti Litiji); kapelica je zaključevala pogled na park proti vzhodu.
Park pa se je, vsaj v Kalasančevem času, raztezal tudi proti jugu. Južno parkovno os je izoblikoval drevored platan, ki je vodil od vrtnega portala dvorca proti jugu do potoka Mlinščice, ki je park v loku obkrožala. To območje je savska ježa delila na dva dela; zgornji del je bil, podobno kot v smeri vzhoda, geometrično razčlenjen v kareje. Pod ježo je bil izvir, ki je napajal zaporedje ribnikov in želvak, za njimi pa se je drugi del parka nadaljeval do Mlinščice, oblikovan bolj sproščeno, po angleškem načinu.
Park je bil odprtega tipa. Ob nedeljah se je tu zbirala ljubljanska gospoda, ki je dala kaj nase. (V članku profesorja Marjana Mušiča je na tretji strani mogoče videti profesorjevo Rekonstrukcijo Erbergove parkovne kompozicije v Dolu.)

## Klasicistična parkovna paviljona
Baronu Jožefu Kalasancu je v dvorcu zmanjkovalo prostora za njegove umetniške in naravoslovne zbirke ter knjižnico. Zato je v letih 1829 in 1831 dal na koncu drugega parkovnega parterja zgraditi dva klasicistično oblikovana paviljona; južnega ja namenil muzejski zbirki, severnega pa knjižnici. Paviljona je leta 1974 obnovila spomeniška služba. Paviljona predstavljata (ob Templju v Rogaški Slatini) najpomembnejši še stoječi klasicistični arhitekturi na Slovenskem.
Paviljona sta postavljena pravokotno na vzdolžno os parka, s pročelji obrnjena drug proti drugemu. Njuni pročelji krasijo po štirje gladki jonski stebri. Na jonski način je podan tudi štukaturni friz, okrašen z nizom empirskih zastorčkov in hrastovih listov, pa tudi napuščni venec z značilnim jonsko-korintsko nazobčanim robom. Znotraj pročelij paviljonov sta ob vhodnih portalih po dve polkrožno sklenjeni niši. V njih so postavljene opečno obarvane plastike muz, delo tirolskega kiparja Martina Kirscherja iz leta 1834 (imitacija antične terakote), po atributih sodeč zaščitnic glasbe, poezije, slikarstva in arhitekture. Nad vhodnimi vrati v paviljona sta v marmornatih ploščah vklesana kronograma, ki nas seznanjata z nekdanjo funkcijo vsakega izmed paviljonov in letnico njunega nastanka. Tudi ostale fasade so členjene s pilastri in okrašene s frizi. Notranjost paviljonov je poslikal slikar in freskant Matevž Langus.